# 早期浪漫派美學
早期浪漫派美學始於18世紀後半 浪漫主義作為法國大革命的反動。主要傾向是同啟蒙運動斷然決裂，鼓吹文藝表現自我的主體萬能論，無事任何規則，要求打破各種藝術體裁之間的界限，鼓吹生活的詩化，把生活和藝術對立起來，認為藝術創作不憑理性，而憑神祕的直覺，主張非理性，把自我當作一切事物的主宰，接脫一切束縛，對一切都抱著滑稽態度，只顧在自我欣賞的福境中生活，實際上是一種病態的心靈美，和精神上的饑渴病，是主體虛空和無力自拔的表現。

## 主要思想家
- 謝林